# Грицаєнко Максим Георгійович
Максим Георгійович Грицаєнко — генерал-майор служби цивільного захисту України. Начальник Головного управління Державної служби України з надзвичайних ситуацій у Миколаївській області з 2013 р. по грудень 2021 року.

## Біографія
Народився 2 березня 1976 року у місті Вознесенськ, Миколаївської області. Громадянин України.
Освіта:  вища, у 1999 році закінчив Харківський інститут пожежної безпеки МВС України, спеціальність - пожежна безпека, кваліфікація-спеціаліст пожежної безпеки.

## Службова діяльність
З 1999 по 2005 рік працював на посадах інспекторського складу м. Миколаєва управління МНС України в Миколаївській області.
З 2005 по 2008 рік –  головний фахівець відділу державного пожежного нагляду управління наглядово-профілактичної діяльності Головного управління МНС України в Миколаївській області.
Протягом 2008-2010 років працював на посадах начальника відділу, заступника начальника управління державної інспекції цивільного захисту та техногенної безпеки Головного управління МНС України в Миколаївській області.
З 2010 по 2011 рік - начальник управління державної інспекції цивільного захисту та техногенної безпеки Головного управління МНС України в Миколаївській області.
З  березня 2011 року по  лютий 2013 року перебував на посаді начальника Територіального Управління МНС України в Миколаївській області.  
З 2013 по грудень 2021року перебував на посаді начальника Головного управління ДСНС України у Миколаївській області.
З грудня 2021 року по теперішній час перебуває на посаді першого заступника Голови Державної служби України з надзвичайних ситуацій.

## Військові звання
- полковник
- генерал-майор (15 вересня 2017 року)[2]